# (9420) Dewar
(9420) Dewar est un astéroïde de la ceinture principale.

## Description
(9420) Dewar est un astéroïde de la ceinture principale. Il fut découvert le 14 décembre 1995 à Kitt Peak par le projet Spacewatch. Il présente une orbite caractérisée par un demi-grand axe de 2,27 UA, une excentricité de 0,09 et une inclinaison de 4,8° par rapport à l'écliptique.

## Compléments